# Laura Guzman Siri
Laura Guzmán Sirí es una actriz dominicana de teatro, cine y televisión. Ha formado parte de proyectos audiovisuales en República Dominicana. Su carrera abarca desde papeles dramáticos clásicos hasta personajes cómicos populares.

## Trayectoria
Laura ha protagonizado numerosas obras de teatro en República Dominicana. Entre sus trabajos más destacados se encuentran:
- La Dama de las Camelias
- La Orgía
- Regreso al Mundo Mágico de Oz
- Las Criadas
- El Fabricante de Deudas
- Taxi, siga ese sueño en Teatro Guloya[1]
- Doña Antonia (2024), bajo la dirección de José Ángel Morván
- Tocando Fondo, con las piezas Monólogo de una mujer moderna y En la Heladería[2]

### Cine y televisión
En cine, ha participado en películas como:
- La Ciguapa (1997)
- Pedregal
- Los Electrolocos (2000)[3]

En televisión, fue parte del elenco de las series dirigidas por Alfonso Rodríguez, como:
- A Toda Máquina
- Ciudad Nueva
- Los Electrolocos
- Todos Juntos

Además, ha sido productora y ha prestado su voz a numerosos comerciales, documentales y programas de televisión, destacándose como una figura integral en el medio audiovisual dominicano.

## Reconocimientos
En 2022, fue parte del elenco de la película El vacío que Esteban dejó, dirigida por David Maler, producción que recibió premios en festivales internacionales como el Hollywood Gold Awards y el Best Istanbul Film Festival. Aunque el premio principal fue otorgado a Lilibeth Taveras como mejor actriz, Guzmán Sirí fue reconocida como parte fundamental del elenco.

### Opiniones sobre el teatro
En una entrevista con el medio Acento, Laura expresó que el gusto del público por el teatro ha evolucionado, gracias a la integración de nuevas tecnologías y redes sociales, lo que ha permitido un mayor acercamiento a las audiencias.

### Membresía profesional
Laura Guzmán Sirí es miembro activo de la Unión Dominicana de Artistas de la Actuación (UDAA) y del Movimiento Internacional de Artistas de la Actuación de República Dominicana.